# Сов Фалль, Амината
Амината Сов Фалль (Соу Фалл, фр. Aminata Sow Fall; 27 апреля 1941, Сен-Луи) — сенегальская писательница, пишет на французском языке. Филолог, преподавательница Дакарского университета. 

## Биография
Потеряла отца в возрасте 8 лет.
Училась в лицее родного города, окончила лицей в Дакаре, затем училась в Париже. Вернувшись на родину, преподавала в Рюфиске и Дакаре, входила в Национальную комиссию по реформе франкоязычного образования и участвовала в разработке школьных учебников (1974—1979). Возглавляла комитет министерства культуры по интеллектуальной собственности (1979—1988). Первая женщина-президент Ассоциации писателей Сенегала (1985). Основала издательство Éditions Khoudia (1990).
Подчёркнуто сторонится партийно-политических высказываний.
Мать семерых детей, муж — Самба Соу.

## Романы
- Призрак (Привидение)/ Le Revenant, Nouvelles éditions africaines, 1976 (инсценирован)
- Забастовка нищих (Стачка нищих-батту)/ La Grève des bàttu (1979, переизд. 1980, 2001, рус. пер. 1981; Большая литературная премия Чёрной Африки, экранизирован в 2000, , входит в число ста лучших африканских книг XX века)
- Зов арены/ L’Appel des arènes (1982, переизд. 1993; рус. пер. 1986; Международная премия по африканской литературе, экранизирован в 2005)
- Бывший отец нации/ Ex-père de la nation: roman, L’Harmattan, 1987
- Douceurs du bercail, Nouvelles Editions ivoiriennes, 1998
- Ююба патриарха/ Le jujubier du patriarche: roman, Serpent à Plumes, 1998
- Festins de la détresse: roman, Editions d’en bas, 2005

## Признание
Лауреат ряда национальных премий. Кавалер национального Ордена Льва и орденов Франции. Почётный доктор колледжа Маунт-Холиок (США). Произведения писательницы входят в школьную программу.